# 당신 차례입니다
《당신 차례입니다》(あなたの番です 아나타노반데스[*])는 닛폰 TV 일요드라마로 2019년 4월 14일부터 9월 8일까지 매주 일요일 밤 10시 30분에서 11시 25분까지 방송된 텔레비전 드라마이다.

## 개요
맨션에 이사 온 부부가 주민회에서 벌어진 교환 살인 게임에 말려들게 되는 이야기를 다룬 미스터리 드라마이다. 기획 및 원안은 아키모토 야스시가 담당하였다.
제1장에서는 하라다 토모요와 다나카 케이의 공동 주연으로 진행되었으나, 제2장(반격편)부터는 다나카 케이가 단독 주연을 맡게 되었다. 더불어 총 출연자 수가 30명이 넘었다.
일반적인 일본 미니드라마의 분량이 10화~11화이지만 이 작품은 닛테레에서 25년만에 2쿨 연속 편성을 시도하여 20화에 걸쳐 방송되었다.
드라마의 캐치프레이즈는 1장에서는 "매주, 죽습니다.", 2장(반격편)에서는 "살해당하기 전에 전부 다 밝혀주겠어."이다.
지상파 방송과 연동하여 온라인 영상 채널인 hulu에서 오리지널 드라마로「문의 저편」이 독점 서비스 되었다. 문의 저편은 해당 호수에 거주하는 인물의 또다른 모습을 보여주는 내용으로, 드라마를 보다 폭넓게 이해하기 위해서는 감상하는 편이 좋다.

## 출연진

### 주연
테즈카 나나 (49세)
배우 - 하라다 토모요
제1장의 주인공, 302호실 주민으로 테즈카 쇼타의 아내, 스포츠웨어의 프리디자이너
상냥하고 똑부러진 성격이며, 미스테리소설 읽기를 좋아한다. 거짓말을 할 때 두 손을 모으는 습관이 있다
사건해결을 위해 혼자서 조사를 하다가 숨겨진 진실을 알게 되고 염화칼륨으로 독살당함
테즈카 쇼타 (34세)
타나카 케이
제1장, 특별편, 제2장-반격편의 주인공, 302호실의 주민으로 나나의 남편. 1984년 10월 19일 출생. 농구부 출신. 현재는 TRY UP GYM의 트레이너로 근무중
밝고 천진난만하다. 아내를 주인처럼 섬기는 강아지형 남편. 나나와 마찬가지로 미스테리 소설을 좋아함.
자신이 의심스럽다고 생각하는 인물이나 사건을 마주하면 “오랑우탄 타임”에 들어가 추리를 시작함. 취미는 다트로 예상적중하면 “불(Bull)”이라고 말함. 거짓말을 하면 무의식적으로 오른쪽 가슴을 만지는 버릇이 있음.
나나가 사건의 희생자가 된 후, 맨션으로 이사온 니카이도와 스미다서의 형사인 미즈키와 함께 진범을 찾아 복수할 것을 결심함.

### 주요인물
쿠로시마 사와 (21세)
배우 - 니시노 나나세
202호실의 주민, 대학생이며 전공은 수학
어른스러운 성격이며, 언제나 몸의 어딘가에 상처가 있다. 어느 순간을 기점으로 상처도 없어지고 말수도 많아지다.
교환살인게임에서 본인이 적은 이름은 하야카와 교수이며 뽑은 쪽지에는 오다 노부나가라고 적혀있다고 말함.
니카이도 시노부 (25세)
배우 - 요코하마 류세이
쿠로시마와 같은 대학의 대학원생
학교에서 가깝다는 이유로 키타가와 스미카가 살던 304호로 이사온다. 명석한 두뇌를 가졌지만, 커뮤니케이션능력이 낮으며 편식이 매우 심하다.
어머니의 영향으로 카라테를 배웠으며 본편에서 위기에 처한 쇼타를 구해내기도 한다.
AI를 이용하여 쇼타와 함께 일련의 사건의 진상을 밝혀내려고 한다.
타미야 준이치로 (58세)
배우 - 나마세 카즈히사
103호실의 주민, 조기퇴직한 은행원.
성실한 성격이며 대충대충이 통하지 않는 성격이다.
사건의 진상을 알아내기 위해 맨션 이곳저곳에 감시카메라를 설치하였으며, 어떤 사건에 대해 알게 된다. 그 이후 한동안 방안에만 박혀 있다가 어느 순간부터 극단 만원on레이에 입단하여 활동을 시작함.
쇼타와 니카이도로부터 교환살인게임에서 뽑은 종이에 대해 재차 물음을 받지만 침묵으로 대응한다.
에노모토 사나에 (45세)
배우 - 키무라 타에
402호실의 주민, 전업주민, 전 주민회회장.
밀어 붙이는 것에 대해 약하지만 밝은 성격이다. 나나와 친한 사이이지만, 그 이면에는 커다란 비밀을 숨기고 있으며 그 비밀을 안 자는 용의주도하게 입막음하는 위험인물이다.
미나미 마사카즈 (50세)
배우 - 다나카 테츠시
제2장-반격편부터 502호실에 새로이 이사온 주민
아카이케 부부가 살해당한 502호가 집값이 싸다는 이유로 이사를 왔음.
밝은 성격이지만, 교환살인게임에 대해서는 필요이상으로 흥미를 가지고 있다. 자기소개를 할때도 주민의 이름과 살해당한 유족의 이름을 묻는 등 눈에 띄는 행동을 한다.
온라인 동영상 사이트에서 “미나미☆사잔크로스”라는 이름으로 활동중이며, 사건이 발생한 건물에 살아보았다라는 컨셉으로 동영상을 찍어서 올리고 있다.
토코시마 히로시 (60세)
배우 - 다케나카 나오토
맨션 키운쿠에 쿠라마에의 관리인으로 가까운 아파트에서 거주 중.
맨션에 새로운 주민이 입주할 때마다 관리인체크라는 명목으로 무단으로 들어와서 스마트폰으로 사진을 찍는 등의 기분나쁜 행동을 한다. 맨션의 주민들로부터 미움받고 있다. 더불어 새로운 입주민이 생길 때마다 손수 만든 네임플레이트를 선물로 준다.
교환살인게임의 최초희생자로 알려져 있으나 사실은 다르다.

### 맨션 키운쿠에 쿠라마에 주민

#### 1층
101호실
- 하카마다 요시히코 : 쿠즈미 유즈루 (45세) 역 - 샐러리맨, 독신
엘리베이터 덕후로 맨션의 엘리베이터에 안젤리나라는 이름을 붙임. 성실하게 보이나 정신적으로는 매우 소심하다. 역할을 맡은 하카마다 요시히코로 오해받는 것에 대해 몹시 싫어한다.
1장에서 엘리베이터 추락사고에 의해 정신을 잃은 후 2장 반격편에서 정신이 들지만 어째서인지 자신이 18살의 하카마다 요시히코라고 말하고 있다.

102호실
- 카타오카 레이코 : 코지마 카요 (42세) 역
아이들을 대상으로 한 영어회화 교실을 자택에서 운영 중이며, 남편인 토시아키와의 관계는 냉전상태이다.
아이들에 대한 집착이 매우 심하며 맨션 내 아이를 발견하면 자신의 집으로 데려오는 등의 이상한 행동을 한다.
- 츠보쿠라 요시유키 (게닌그룹 와가야) : 코지마 토시아키 (45세) 역 - 지도회사에서 근무하는 샐러리맨
동료부하 여직원과 불륜관계가 있으며, 거의 집에 오는 경우가 없어서 사실상 별거상태이다.

103호실
- 나가노 사토미 : 타미야 키미코 (55세) 역 - 타미야 준이치로의 아내, 체육센터에서 고령자 대상의 체조교육을 하고 있음
준이치로가 조기퇴직한 후 침울해하고 있을 때 “체력이 있을 때 이것저것 해보는게 어때요?”하며 여러 가지 팸플릿을 건네준다. 남편인 준이치로에 대한 사랑은 진심이다.

104호실
- 미쿠라 카나 : 이시자키 요우코 (35세) 역 - 2명의 아이를 가진 전업주부
열정적인 성격으로 자신이 생각한 대로 진행되어야만 기분이 풀리는 에고이스트적인 부분이 있다.
- 하야미 야스후미 : 이시자키 켄지 (39세) 역 - 구청에서 근무중
성실한 성격이지만 바보스러운 면이 있고 도라에몽의 진구(노비타)같은 모습도 보임.
정서불안정이 되어사는 아내 요우코때문에 애를 먹고 있다. 마지막에는 온가족이 함께 조깅을 하는 모습을 보여주고 있다.
- 타무라 미유 : 이시자키 후미요 (9세) 역 - 소학교 3학년, 다부지고 상냥한 누나
카요의 영어회화교실에 다니고 있음.
남동생과 함께 호신술이나 체력트레이닝을 하고 있다. 어른에 대해 겁을 내지 않는 성격이다.
- 오노 리쿠 : 이시자키 카즈오 (6세) 역 - 소학교 1학년.
누나와 함께 카요의 영어회화 교실에 다닌다.
엔도챤네루를 동경하여 장래희망이 유튜버가 되는 것이었으나 요우코가 심하게 반대한다.
누나인 후미요와 마찬가지로 호신술과 체력트레이닝을 하며 어른에 대해서 그다지 겁을 먹지 않는 성격이다.

#### 2층
201호실
- 다나카 요지 : 우키타 케이스케 (55세) 역 - 폭력단 구성원
같이 살고 있는 료와 아이리를 돌봐주고 있다. 무뚝뚝한 성격이지만 이치에 맞는 행동만을 하기 때문에 료와 아이리의 동경의 대상이다. 몇번이나 사기죄로 체포된 적이 있다.
교환살인게임에서 자신이 쓴 쪽지에 어떤 장치를 해두었음.
- 오오토모 카렌 : 세노 아이리 (21세) 역 (아역 : 아베 쿠레아) - 남성전문 미용샵 점원 -> 니시무라의 식당 아르바이트생, 료와 교제 중
우키타를 진짜 아빠처럼 따른다. 보통은 성질이 급하고 입이 걸지만 혼자 있는 시간이 많은 소라와 곧잘 놀아주는 편이다.
사치코에게 괴롭힘 당하는 미사토를 위해 조언을 해주는 등 마음이 따뜻한 구석이 있다.
반격편에서는 우키타와 관련이 깊은 쿠즈미를 집중 마크 함.
- 나카오 마사키 : 카키누마 료 (21세) 역 - 폭력단 구성원 -> 니시무라의 식당 아르바이트생, 아이리와 교제 중
겉으로는 뭔가 멍한 상태를 보이지만 속은 알찬 녀석이다.

203호실
- 카나자와 미호 : 린 신위 (22세) 역 - 중국인 유학생, 부탄요리점 아르바이트생 -> 니시무라의 식당 아르바이트생
밝은 성격으로 누구나와 스스럼없이 대화하며, 일본어는 곧잘 하는 편이지만 간혹 “잠깐 기다려주시구려”같은 고풍스러운 표현을 한다. 높임말이 익숙치 않음.
- 이사카 이쿠미 : 구엔 쿠온 (21세) 역 - 미장이 연수생 -> 한국음식 포장마차 점원. 베트남인.
반격편에서는 어떤 일을 계기로 모습을 감춤
- 바르비 : 이쿠바루 빈 닷트 (45세) 역
시스템 엔지니어, 방글라데시아인
남의 일을 잘 돌봐주는 성격이며, 직업상 해킹 실력이 매우 뛰어나다.

204호실
- 오다 소코 : 니시무라 준 (38세) 역 - 삭당경영자. 독신.
반격편에서부터 사나에의 뒤를 이어 주민회의 회장을 맡게 된다. 학교 급식을 테마로 한 음식점을 경영중이다. 료, 아이리, 신위를 아르바이트생으로 고용하고 있다.

#### 3층
301호실
- 나오 : 오노 미키하 (25세) 역 - 오가닉야채 택배 서비스 회사에서 근무중, 독신, 303호실 이전 주민
관리인이 손수 만든 네임플레이트를 사용중이다.
- 카사하라 히데유키 : 사에키 요시키 역 - 회사원, 독신
hulu 오리지널 드라마 [문의 저편]에서만 등장하는 인물. 오노가 유혹하면서 동거녀인 마이지마와 사이가 벌어지게 되고 오노와 사귀게 된다.
하지만 어느 순간부터 오노가 차가운 모습을 보여주며 점차 거리가 멀어지게 되면서 결국 헤어지게 됨
- 이리야마 노리코 : 마이지마 아야코 역 - 간병인, 독신, 304호실 이전 주민
hulu 오리지널 드라마 [문의 저편]에서만 등장하는 인물이다. 사에키와 동거한 연인이지만 사에키가 오노와 바람이 나면서 303호실에서 나와 친가로 돌아간다.
- 마토부 세이 : 키타가와 스미카 (42세) 역 - 라디오 진행자, 싱글맘
일에 몰두하여 소라에 대해 그다지 신경을 쓰지 못하고 있으며, 소라에 이상하리만큼 병적으로 집착하는 카요에게 적대심을 품고 있다.
교환살인게임이 진행되어 가면서 더 이상 사건과 엮이고 싶지 않아 이사를 가게 된다.
- 다나카 레이 : 키타가와 소라 (5세) 역 - 보육원생
일에 바쁜 엄마에게 달라붙거니 하지 않고 혼자서 놀거나 한다. 나이에 걸맞지 않게 매우 어른스러우며, 엄마가 걱정하지 않도록 외로운 기분이 겉으로 드러나지 않도록 행동한다.

#### 4층
401호실
- 야마다 마호 : 키노시타 아카네 (38세) 역 - 논픽션작가, 독신, 맨션 쓰레기장 청소담당
언제나 주민의 쓰레기를 뒤지는 등, 우편함 안에 보이스 레코더를 설치하여 주민들의 대화를 엿듣는다.
교환살인게임에 참가하지는 않았지만 게임에 대해서 알게 된 시점에서 소설의 소재가 될지도 모른다는 생각에 독자적으로 조사를 시작한다.

402호실
- 사카타 마사노부 : 에노모토 마사시 (48세) 역 - 사나에의 남편이자 소이치의 아버지, 형사로 카미야와 미즈키의 상사
- 아라키 토와 : 에노모토 소이치 (14세) 역 - 사나에와 마사시의 아들
사나에로부터 소쨩으로 불린다.
3년 전에 비밀리에 맨션으로 옮겨져 맨션 주민 누구도 존재를 모른 채 집 안에서만 생활을 하고 있었다.
- 이케즈 쇼코 : 에노모토 샌더슨 마사코 (45세) - 마사시의 여동생으로 소이치의 숙모
기분파이며 남편은 자메이카인이다. 보호시설에서 돌아온 소이치와 함께 생활한다.

403호실
- 카타기리 진 : 후지이 아츠시 (43세) 역 - 토오대학부속병원 정형외과 의사, 독신
익살스러운 성격이다.
대학시절부터 자신보다 모든 게 출중한 야마기와에게 열등감을 느끼고 있다.
반격편에서부터는 자신과 같으 근무하는 간호사 사쿠라기와 교제를 시작함.

404호실
- 코이케 료스케 : 에토 유우키 (23세) 역 - 독신. IT회사를 운영하며 어플을 만들고 있음
사치코와 사이가 좋으며 사치코가 양로원에 들어갈 때 이사를 도와주기도 한다.
직업상 일을 뭐든지 어플을 통해서 해결하려는 성격이 있다. 주민에게 자신이 만든 어플에 대한 선전을 아낌없이 한다. 또한 AI에 대해서도 매우 잘 알고 있나.
그의 목표는 세계를 보다 좋게 만들자는 것이다.

#### 5층
501호실
- 안도 마사노부 : 사노 고 (42세) 역 - 502호실 이전 주민
항상 외부계단을 이용하여 무거운 짐을 옮기고 있음. 더불어 매일 들고다니는 쿨러박스에 내장이 들어있거나 함. 식품 냉동창고에서 나오는 걸 목격당하거나 함
- 미네무라 리에 : 아카이케 미사토 (50세) 역[1] - 번업주부
헌신적으로 사치코를 돌봐주는 것처럼 보이나 사치코로부터 괴롭힘을 당해 울분이 가득찬 상태이다. 원래는 스낵바에서 일하던 여성이다.
어째선지 우키타를 꺼려하고 있는 것으로 보이며, 우키타가 말하길 자기보다 아래인 사람에 대해 깔보는 타입이라고 한다.
- 토쿠이 유 : 아카이케 고로 (52세) - 미사토의 남편, 무역회사에서 근무
어머니와 부인 사이의 문제를 알고 있지만 모른 척하고 넘어가지만, 마음 속으로는 매우 걱정하고 있다.
- 오오카타 히사코 : 아카이케 사치코 (78세) 역 - 미사토의 시어머니
휠체어 생활을 하고 있음
미사토와 겉으로는 사이 좋은 것처럼 보이지만, 실제로는 미사토에게 무리한 요구를 하는 등 잔뜩 괴롭히고 있음.
미사토에게 “나를 간병하지 않는 넌 그저 커다란 개에 지나지 않아!”라는 모욕적인 발언도 서슴지 않고 함.
사건 발생 후 양로원에 들어가 생활하게 된다.

### 그 외 인물
- 아사카 코다이 : 카미야 마사토 (神谷将人) (26세) 역 - 경시청 스미다서 형사
추리력, 통찰력을 모두 가지고 있으나 매우 합리적인 성격
- 미나가와 사토루키 : 미즈키 요우지 (48세) 역 - 경시청 스미다서 형사
조사를 하면서 일련의 사건에 대해 저주라고 생각해 버리는 경향이 있으며, 매우 겁쟁이로 유해(이타이)를 간혹 팟타이라고 부른다.
- 노마구치 토오루 : 호소카와 아사오 (45세) 역 - 나나가 이전에 근무한 디자인 회사의 사장
쇼타가 근무하는 스포츠짐의 회원으로 등록하기도 하였다.
- 마에하라 코우 : 요모기타 렌타로 (25세) 역 - 토코시마의 후임 맨션 관리인
실제로 하고자 하는 의욕은 없으나 묘하게 허물없는 성격이다.
어째서인지 키노시타에 대해 매우 관심이 많다.
- 카케이 미와코 : 사쿠라기 루리 (25세) 역 - 토오대학부속병원 정형외과 간호사
쇼타가 근무하는 스포츠짐에 다니기도 하였다.
- 오오우치다 유헤이 : 우치야마 타츠오 (21세) 역 - 국제이공대학 공학부 의료공학과 학생
언제나 기분나쁜 웃음을 띠고 쿠로시마를 지켜보고 있다.
- 타무라 유이 : 스포츠짐의 스태프 타카하시 역
- 이사키 미츠노리 : 후지사와 역 - 극단 「만원on레이」의 연출가 겸 감독
- 나가오카 타쿠야 : 야나기모토 역 - 극단 「만원on레이」의 메인 배우
- 아쿠자와 나나 : 히가시 역 - 극단 「만원on레이」의 간판 배우
- 나카노 츠요시 : 형사과장 역
- 코다마 라이신 : 형사부과장 역
- 이타쿠라 치히로 : 형사1 역 - 미즈키 요우지의 후배
- 나카야마 큐이치로 : 형사2 역

## 스태프
- 기획 및 원안 - 아키모토 야스시
- 극본 - 후쿠하라 미츠노리, 타카노 미나토(특별편 및 번외편 극본 담당)
- 음악 - 하야시 유키, 타치바나 아사미
- 주제가

- Aimer - STAND ALONE (2분기) ※3분기부터는 예고편에 삽입되었다.
- 테즈카 쇼타 - 보고싶어 (3분기) - 처음에는 삽입곡미정 상태였으나 2019년 7월 6일 방송된 THE MUSIC DAY 2019에서 극중배역인 테즈카 쇼타가 부르는 것으로 발표하였고 곡명도 동시에 밝혀졌다.

- 연출 - 사쿠마 노리요시, 코무라 나오코, 나카쿠키 츠요시, 우치다 히데미(AXON)
- 책임프로듀서 - 이케다 켄지
- 프로듀서 - 스즈마 히로에, 마츠야마 마사노리(토털 미디어 커뮤니케이션)
- 제작협력 - 토털 미디어 커뮤니케이션
- 제작사 - NTV

## 방송일정

### 연속드라마
| 장           | 화     | 방송     | 부제                                                                      | 연출            | 시청률 |
| ------------ | ------ | -------- | ------------------------------------------------------------------------- | --------------- | ------ |
| 제1장        | 1화    | 4월 14일 | 행복한 신혼부부의 운명이 엉망진창으로... 충격의 교환살인미스테리          | 사쿠마 노리요시 | 08.3%  |
| 제1장        | 2화    | 4월 21일 | 드디어 시작되는 교환살인! 다음은 누가 죽을 차례!?                         | 사쿠마 노리요시 | 06.5%  |
| 제1장        | 3화    | 4월 28일 | 멈추지 않는 협박...!! 제3의 살인은 일어나는 건가!?                        | 사쿠마 노리요시 | 06.4%  |
| 제1장        | 4화    | 5월 5일  | 드디어 주민으로부터 피해자가...!! 죽음 당하는 건 누구!?                   | 코무라 나오코   | 07.1%  |
| 제1장        | 5화    | 5월 12일 | 밝혀지는 아내의 비밀...!! 오늘밤의 희생자는 누구인가!?                    | 코무라 나오코   | 06.5%  |
| 제1장        | 6화    | 5월 19일 | 아내가 가진 비밀의 전모...!! 진상을 밝히기 위해 움직이기 시작한다!!       | 사쿠마 노리요시 | 06.3%  |
| 제1장        | 7화    | 5월 26일 | 단독범!? 거짓말하는 건 누구!? 오늘밤은 두명이 죽는다...!?                 | 나카쿠키 츠요시 | 06.4%  |
| 제1장        | 8화    | 6월 2일  | 아내가 용의자에!? 주민 중 4명이 거짓말쟁이... 범인은 누구!?               | 사쿠마 노리요시 | 06.7%  |
| 제1장        | 9화    | 6월 9일  | 충격!! 친구의 광기... 402호실에 숨겨진 비밀이란!?                         | 코무라 나오코   | 08.0%  |
| 제1장        | 10화   | 6월 16일 | 제1장 최종회!! 친구의 광기넘치는 감금실!! 사랑하는 남편의 구출은 가능할까 | 사쿠마 노리요시 | 07.9%  |
| 제2장 반격편 | 11화   | 6월 30일 | 반격편 스타트!! 아내를 죽인 살인귀를 파헤치자!!                           | 사쿠마 노리요시 | 09.2%  |
| 제2장 반격편 | 12화   | 7월 7일  | 의심스러운 주민들의 본모습!! 하카마다 요시히코 살인범이 밝혀지는데...!    | 나카쿠키 츠요시 | 09.2%  |
| 제2장 반격편 | 13화   | 7월 14일 | 새로운 주민은 엄청 수상한 놈! 충격의 3번째 살인자는!?                     | 코무라 나오코   | 10.9%  |
| 제2장 반격편 | 14화   | 7월 28일 | AI가 분석한 살인귀는!? 여름축제에서 새로운 희생자가!?                     | 사쿠마 노리요시 | 09.5%  |
| 제2장 반격편 | 15화   | 8월 4일  | 쿠로시마의 운명은!? 미나미의 정체는!? 가장 무서운 전개가 연달아!          | 코무라 나오코   | 10.2%  |
| 제2장 반격편 | 16화   | 8월 11일 | 드디어 블루!? 갑자기 수면위로 올라온 연속살인범은!?                       | 나카쿠키 츠요시 | 10.2%  |
| 제2장 반격편 | 17화   | 8월 18일 | 진실인가 함정인가? 살인귀의 영상과 위험인물의 폭주!!                      | 우치다 히데미   | 11.0%  |
| 제2장 반격편 | 18화   | 8월 25일 | 연속살인범은 누구!? 의심스러운 주민의 비밀이 드디어 밝혀진다!!            | 사쿠마 노리요시 | 13.0%  |
| 제2장 반격편 | 19화   | 9월 1일  | 바디 대립!! 쿠로시마는 선인가 악인가? 살인귀를 밝혀내자!                  | 코무라 나오코   | 12.3%  |
| 제2장 반격편 | 최종화 | 9월 8일  | 최종화!! 드디어 연속살인귀와 대립!! 진범은 누구!?                         | 사쿠마 노리요시 | 19.4%  |

최종화의 시청률은 전 분기에 방송되었던 "3학년 A반~지금부터 여러분은 인질입니다~"의 15.4%보다 4포인트 높으며, 닛테레 일요드라마 사상 가장 높은 시청률을 기록하였다.

### 특별편
| 방송일   | 부제                                         | 연출          | 시청률 |
| -------- | -------------------------------------------- | ------------- | ------ |
| 6월 23일 | 나나와 쇼타의 사랑의 흔적&모든 사건의 총복습 | 코무라 나오코 | 8.1%   |

## 모바일 드라마
"문의 저편"이라고 부제가 붙었으며 각 화마다 각 호실에 살고 있는 주민들의 일상모습을 다룬 짧은 드라마형식이다.
지상파방송과 연동하여 Hulu를 통해 독점 서비스 되었다.
1화와 특별편을 제외하고 각 화마다 하나의 방을 에피소드로 하여 다루었다.
단, 최종화 종료 후에는 "번외편 과거의 문 (전, 후편)"을 부제로 달아 연속살인귀의 과거의 모습을 보여주는 스토리를 담았다. 

### 문의 저편
| 일시     | 본편화 | 방호실  | 주인공          | 그 외 주요등장인물                                                            |
| -------- | ------ | ------- | --------------- | ----------------------------------------------------------------------------- |
| 4월 21일 | 2화    | 403호실 | 후지이 아츠시   | 사쿠라기 루리                                                                 |
| 4월 28일 | 3화    | 502호실 | 아카이케 고로   | 아카이케 사치코, 아카이케 미사토                                              |
| 5월 5일  | 4화    | 304호실 | 키타가와 소라   | 키타가와 스미카, 코지마 카요                                                  |
| 5월 12일 | 5화    | 102호실 | 코지마 카요     | 코지마 카요, 코지마 토시아키, 키타가와 소라, 이시자키 후미요, 이시자키 카즈오 |
| 5월 19일 | 6화    | 201호실 | 우키타 케이스케 | 카키누마 료, 세노 아이리                                                      |
| 5월 26일 | 7화    | 101호실 | 쿠즈미 유즈루   | 후지이 아츠시                                                                 |
| 6월 2일  | 8화    | 104호실 | 이시자키 요우코 | 이시자키 켄지, 이시자키 후미요, 이시자키 카즈오                               |
| 6월 9일  | 9화    | 301호실 | 오노 미키하     | 테즈카 쇼타, 테즈카 나나, 사에키 요시키, 마이지마 아야코                      |
| 6월 16일 | 10화   | 402호실 | 에노모토 사나에 | 에노모토 마사시, 에노모토 소이치                                              |
| 6월 30일 | 11화   | 203호실 | 린 신위         | 구엔 쿠온, 이쿠바루 빈 닷트                                                   |
| 7월 7일  | 12화   | 401호실 | 키노시타 아카네 |                                                                               |
| 7월 14일 | 13화   | 202호실 | 쿠로시마 사와   | 나미토메 하루키                                                               |
| 7월 28일 | 14화   | 404호실 | 에토 유우키     | 키노시카 아카네, 아카이케 사치코, 아카이케 미사토                             |
| 8월 4일  | 15화   | 304호실 | 니카이도 시노부 | 니카이도 마리코, 테즈카 쇼타                                                  |
| 8월 11일 | 16화   | 204호실 | 니시무라 준     | 세노 아이리, 카키누마 료, 린 신위, 미나미 마사카즈                            |
| 8월 18일 | 17화   | 502호실 | 미나미 마사카즈 | 미나미 호노카                                                                 |
| 8월 25일 | 18화   | 501호실 | 모토야마 미키코 | 사노 고                                                                       |
| 9월 1일  | 19화   | 103호실 | 타미야 키미코   | 타미야 준이치로, 테즈카 쇼타, 코우노 타카후미                                 |

### 번외편~과거의 문~
| 일시     | 제목             | 출연진                                                                                         |
| -------- | ---------------- | ---------------------------------------------------------------------------------------------- |
| 9월 8일  | 과거의 문 (전편) | 테즈카 쇼타, 미나미 마사카즈, 쿠로시마 사와, 니카이도 시노부, 우치야마 타츠오                  |
| 9월 15일 | 과거의 문 (후편) | 테즈카 쇼타, 미나미 마사카즈, 쿠로시마 사와, 니카이도 시노부, 우치야마 타츠오, 에노모토 소이치 |

## 영화
2021년 12월 10일에 개봉한 일본 영화로, 주연은 드라마판과 마찬가지로 다나카 케이와 하라다 토모요가 맡는다. 개봉일 당일에 닛테레 금요 로드쇼와 콜라보 기획으로 스페셜 드라마가 방영되었다.

### 개요 (극장판)
주민회에 참여하게 되는 게 나나가 아니라 쇼타였다면 그리고 교환살인게임이 시작되지 않았다면?
과연 이 둘의 운명은 어떻게 바뀌게 될까를 다루고 있다.
모든 것은 나나와 쇼타의 결혼 축하연을 위한 크루즈 여행에서 시작된다.
포스터의 영어 제목이 ANATA NO BAN DEATH로 변경된 버전이 존재한다.
캐치프레이즈는 "이 어려운 수수께끼를 푸는 것은.... 당신 차례입니다"

### 추가 등장인물 (극장판)
하야카와 교수
배우 - 사코 요시
드라마판에서 쿠로시마와 니카이도가 다니는 『국제이공대학』 교수. 쿠로시마가 교환살인게임에서 죽이고 싶은 사람으로 적었다고 말한 인물(나중에 쿠로시마가 실제로 적은 이름은 자신에게 DV를 행했던 나미토메였음이 밝혀짐.)
수수께끼의 여자
배우 - 카도와키 무기
테즈카 부부의 선상 웨딩 파티가 개최된 크루즈선에 어떤 목적을 가지고 잠입한 여자.

### 스태프 (극장판)
- 기획 및 원안 - 아키모토 야스시
- 극본 - 후쿠하라 미츠노리
- 감독 - 사쿠마 노리요시
- 음악 - 하야시 유키, 타치바나 아사미
- 주제가 - Aimer「ONE AND LAST」 (Sony Music Labels)
- 배급 - 토호
- 기획 - 토탈 미디어 커뮤니케이션
- 제작 주관사 - 닛테레
- 제작사 - 「당신 차례입니다 극장판」 제작위원회 (닛테레, 토호, 요미우리테레비, 트라이스톤 엔터테인먼트, Y&N Brothers, 토탈 미디어 커뮤니케이션, 삿포로 테레비, 미야기 테레비, 시즈오카 제1테레비, 츄쿄 테레비, 히로시마 테레비, 후쿠오카방송, 닛케레계 전 21개사)